# Simpatolitik
Simpatolitici su lekovi koji inhibiraju postganglione funkcije simpatičkog nervnog sistema. Oni mogu da utiču na različite funkcije. Oni se na primer mogu koristiti kao antihipertenzivi. Oni se isto tako koriste za lečenje anksioznosti, kao što je generalizovani anksiozni poremećaj, panični poremećaj i posttraumatski stresni poremećaj.

## Literatura
- Tryer, Peter. "Anxiolytics not acting at the benzodiazepine receptor: Beta blockers." Progress in Neuro-Psychopharmacology and Biological Psychiatry. Volume 16, Issue 1, January 1992, Pages 17-26.
- Kaplan HI, Sadock B: Synopsis of Psychiatry, 8th ed. Baltimore, Lippincott Williams & Wilkins, 1998
- Harmon RJ, Riggs P: Clonidine for posttraumatic stress disorder in preschool children. Journal of the American Academy of Child and Adolescent Psychiatry 35:1247–1249, 1996[CrossRef][Medline]
- Kinzie JD, Leung P: Clonidine in Cambodian patients with posttraumatic stress disorder. Journal of Nervous and Mental Disease 177:546–550, 1989[Medline]
- Horrigan JP, Barnhill LJ: The suppression of nightmares with guanfacine. Journal of Clinical Psychiatry 57:371, 1996
- Raskind MA, Peskind ER, Kanter ED, et al.: Reduction of nightmares and other PTSD symptoms in combat veterans by prazosin: a placebo controlled study. American Journal of Psychiatry 160:371–373, 2003[Abstract/Free Full Text]

## Spoljašnje veze
- Sympatholytics на 